# Dešenice
Dešenice är en köping i Tjeckien.   Den ligger i regionen Plzeň, i den västra delen av landet, 130 km sydväst om huvudstaden Prag. Dešenice ligger 502 meter över havet och antalet invånare är 709.
Terrängen runt Dešenice är kuperad. Runt Dešenice är det mycket glesbefolkat, med 6 invånare per kvadratkilometer. Närmaste större samhälle är Klatovy, 16,2 km nordost om Dešenice. I omgivningarna runt Dešenice växer i huvudsak blandskog.